# Lijst van beelden in Bladel
Dit is een (onvolledige) chronologische lijst van beelden in Bladel. Onder een beeld wordt hier verstaan elk driedimensionaal kunstwerk in de openbare ruimte van de Nederlandse gemeente Bladel, waarbij beeld wordt gebruikt als verzamelbegrip voor sculpturen, standbeelden, installaties, gedenktekens en overige beeldhouwwerken.
Voor een volledig overzicht van de beschikbare afbeeldingen zie de categorie Beelden in Bladel op Wikimedia Commons.
| Geplaatst | Omschrijving                                                                     | Kunstenaar             | Straat                              | Plaats    | Materiaal   | Afbeelding                             |
| --------- | -------------------------------------------------------------------------------- | ---------------------- | ----------------------------------- | --------- | ----------- | -------------------------------------- |
| 1898      | St. Antonius van Padua                                                           |                        | Burgemeester van Houdtplein         | Bladel    | steen       | Antonius van Padua                     |
| 1918/1998 | Sint Franciscus (tegeltableau)                                                   | John van Lierop        | Sniederslaan51                      | Bladel    | keramiek    | Sint Franciscus                        |
| 1924      | Christus Koning en de vier Evangelisten (tegeltableau)                           |                        | Hoofdstraat 52 (St. Pancratiuskerk) | Hoogeloon |             |                                        |
|           | Calvarieberg                                                                     |                        | Torenstaat                          | Hoogeloon |             |                                        |
| 1926      | Verschijning Christus aan Magaritha Maria Alacoque (tegeltableau aan oost-zijde) |                        | Sniederslaan46                      | Bladel    | keramiek    |                                        |
| 1926      | St. Petrus (tegeltableau zuid-facade)                                            |                        | Sniederslaan46                      | Bladel    | keramiek    | Sint Petrus                            |
| 1926      | Verschijning Maria aan Bernadette (tegeltableau aan west-zijde)                  |                        | Sniederslaan46                      | Bladel    | keramiek    |                                        |
| 1937      | Heilig Hartbeeld                                                                 | Charles Vos            | Sniederslaan48, bij pastorie        | Bladel    | natuursteen | Heilig Hartbeeld                       |
| 1971      | Kuuskesrijer                                                                     | Willy Mignot           | Alexanderhof (Muziektuin)           | Hapert    |             |                                        |
| 1977      | {sculptuur)                                                                      | .... Slegers           | Industrieweg                        | Bladel    | brons       | sculptuur                              |
| 1981      | De Haopertse Gaoper                                                              | Niek van Leest         | Markt                               | Hapert    | brons       |                                        |
| 1985      | Koning Kyrië                                                                     | Wim Gubbels            | Valensplein                         | Hoogeloon |             |                                        |
| 1987/2007 | Sint Severinus                                                                   |                        | Kerkstraat                          | Hapert    |             | Sint Severinus                         |
| 1990      | Caastere kermis                                                                  | Toon Grassens          | Kerkstraat / Zandstraat             | Casteren  | brons       |                                        |
| 1992      | Karel de Eenvoudige en graaf Dirk I                                              | Wim Gubbels            | Markt                               | Bladel    |             |                                        |
| 1993      | Mie Moors                                                                        | Wim Gubbels            | Markt                               | Bladel    | brons       | Mie Moors                              |
| 1994      | De buntsteker                                                                    | Jan Couwenberg         | Carolus Simplexplein                | Netersel  |             | De Buntsteker                          |
| 1994      | Eigen haard is goud waard                                                        | Pier van Leest         | Kerkstraat                          | Casteren  |             |                                        |
| 1994      | Zo 't klokje thuis tikt, tikt 't nergens                                         | Pier van Leest         | Kerkstraat                          | Hapert    |             |                                        |
| 1994      | Oost west, thuis best                                                            | Pier van Leest         | Torenstraat / Den Bogerd            | Hoogeloon |             |                                        |
|           | Hardloper                                                                        |                        | De Hoeve                            | Netersel  | steen       |                                        |
| 1995      | Wij Samen(fontein)                                                               | Willem van der Velden  | Oude Provincialeweg                 | Hapert    |             | Hapert Wij samen Willem van der Velden |
|           | Zonder titel                                                                     |                        | Carolus Simplexplein                | Netersel  |             |                                        |
|           | Zwarte Kaat                                                                      |                        | Markt21                             | Bladel    |             |                                        |
| 2001      | Monument Hoogeloon c.a. (1186-1997)                                              | Toos Beijsens          | Hoofdstraat                         | Hoogeloon |             |                                        |
| 2002      | Kinderkopjes Maar Dan Anders                                                     | Aurelia van der Burght | Oude Provincialeweg                 | Hapert    | steen       |                                        |
| 2003      | Muske zonder stèèrt                                                              | Jan van der Putten     | Charel Baelemanshofke               | Bladel    |             | Muske zonder stèèrt                    |
|           | Twee Vouwen                                                                      | Willem van der Velden  | Kerkstraat                          | Hapert    |             |                                        |
| 2011      | De Steek                                                                         | Nop Mercx              | Burgemeester Van Houdtplein         | Bladel    | staal       | De Steek                               |
| 2013      | Paviljoen Valensplein                                                            | Kim de Greef           | Valensplein                         | Hoogeloon |             |                                        |